# Perilla (animal)
Perilla teres es una especie de araña araneomorfa de la familia Araneidae. Es el único miembro del género monotípico Perilla. Es originaria de Birmania, Vietnam y Malasia.